# باینوج
باینوج، روستایی از توابع بخش مرکزی شهرستان حاجی‌آباد در استان هرمزگان ایران است.
باینوج به عقیده مردم شهرستان حاجی آباد پایتخت خرمای پیارم کشور است.
بزرگترین حسینیه شهرستان حاجی آباد(حسینیه حضرت ابوالفضل) در این روستا واقع است.

## جمعیت
این روستا در دهستان درآگاه قرار دارد و براساس سرشماری مرکز آمار ایران در سال ۱۳۸۵، جمعیت آن ۵۳۳ نفر (۱۲۷خانوار) بوده‌است.